# American History X
American History X è un film del 1998 diretto da Tony Kaye e interpretato da Edward Norton e Edward Furlong.
La pellicola è dedicata al tema della tensione sociale e del razzismo negli Stati Uniti ed è valsa a Edward Norton una candidatura all'Oscar come miglior attore protagonista.
David McKenna scrisse la sceneggiatura basandosi sui suoi ricordi d'infanzia e dell'adolescenza a San Diego. Appena ventiseienne vendette i diritti della sceneggiatura alla New Line Cinema che rimase fortemente colpita dalla storia. American History X fu il film d'esordio di Kaye. Girato nel 1997, ebbe una lavorazione controversa a causa del rifiuto da parte del regista di accettare cambiamenti di sceneggiatura imposti dai produttori e dall'attore protagonista Norton, che portarono il film a uscire ufficialmente solo nel 1998. La versione finale uscita nelle sale e in home video risulta così alterata rispetto alla versione originariamente realizzata dal regista, da cui sono state rimosse alcune scene nonché modificato il finale. Questi cambiamenti portarono Kaye a disconoscere pubblicamente il film e a venir emarginato da Hollywood con esiti negativi per la sua carriera. La sua versione di American History X rimane ad oggi ancora inedita.
Pubblicato negli Stati Uniti il 30 ottobre del 1998, il film incassò 23,9 milioni di dollari a fronte di un budget di 20 milioni ricevendo però grandi apprezzamenti dalla critica. Il film viene spesso utilizzato negli Stati Uniti e non solo per programmi educativi. Nel 2020 è iniziata la lavorazione per un seguito intitolato African History Y diretto da Kaye e con protagonista Djimon Hounsou.

## Trama
Derek Vinyard, un neonazista, sorprende tre uomini afroamericani mentre tentano di rubargli l'automobile. Ne uccide due con estrema brutalità (il terzo riesce a fuggire in macchina) e viene condannato al carcere.
Tre anni dopo, Derek è scarcerato. L'uomo è un fervente skinhead e uno dei più importanti elementi del neonazismo locale insieme al ricco promoter Cameron Alexander. Vive con la madre, le due sorelle e il fratello minore Danny. Il giorno della scarcerazione di Derek, il giovane Danny consegna come compito per casa un tema di lode al Mein Kampf, ritenendo di seguire al meglio l'esempio del fratello, ma il preside, dr. Sweeney, un uomo di colore molto colto e dalla forte personalità, è estremamente contrariato e gli ordina una nuova tesina in cui descrivere suo fratello. Al ritorno a casa, Derek si rivela profondamente cambiato ed ha preso le distanze dal suo passato, a causa della sua lenta presa di coscienza del fatto che le sue idee malsane non avevano in alcun modo migliorato la sua vita.
In carcere Derek aveva fatto parte di un gruppo di neonazisti, la Fratellanza ariana, entrandone poi in conflitto per i loro legami con i detenuti ispanici (come fornitori di droga) e venendo violentato come ritorsione. La sua decisione, oltre che dalle violenze subite, è stata influenzata anche dalla consapevolezza che durante la detenzione le uniche persone che gli sono state accanto sono stati due uomini neri: un giovane detenuto con cui condivideva il lavoro nella lavanderia del carcere e il preside del liceo Sweeney, suo vecchio insegnante, che lo ha aiutato durante il suo programma di recupero. Proprio attraverso il dialogo con quest'ultimo, Derek aveva appreso in carcere che il fratello stava percorrendo la sua stessa strada.
Derek confida proprio nell'aiuto del preside Sweeney, affinché faccia recedere il fratello dalle sue convinzioni, e il preside decide di diventare il nuovo insegnante aggiunto di storia di Danny: ogni giorno si incontreranno ed il corso si chiamerà Una storia americana X. Il primo compito assegnato a Danny è riscrivere la tesina, ma questa volta su suo fratello Derek. 
Quest'ultimo intanto si impegna a illustrare a Danny i suoi nuovi ideali tentando di farglieli apprezzare, ma la cosa non è priva di problemi, in quanto Derek è considerato un eroe dalla comunità di estrema destra e tutti si aspettano che egli riprenda l'attivismo con lo stesso vigore di un tempo. Derek viene invitato ad una festa da Seth, corpulento amico di Derek e ora del fratello.
La prima persona che incontra è la sua ex ragazza, che prende le distanze da lui. Sul posto è presente anche Cameron. Nel momento in cui Derek esterna il suo proposito di abbandonare la politica, Cameron lo minaccia e Derek si fa prendere dalla collera picchiandolo, rompendogli il naso e lasciandolo al tappeto. L'atto suscita lo sdegno dei suoi amici che tentano di aggredirlo, cui sfugge fortunosamente. Derek rimane la notte a parlare con suo fratello, gli racconta tutto ciò che ha passato e i motivi del suo cambiamento.
Ripensando al passato di Derek, Danny si rende conto che il fascino del fratello verso le dottrine razziste era nato anche dall'influenza che il padre aveva avuto su di lui: il ragazzo, di indole fondamentalmente buona, era stato in qualche modo fuorviato dalle conversazioni del genitore in merito alle minoranze etniche e dalla sua morte violenta. Accoglie quindi i nuovi ideali di Derek e finisce di scrivere la sua opera: non più un encomio alla dottrina nazista, ma un elogio alla fratellanza tra i popoli. La mattina della consegna però un ragazzo nero, con il quale Danny ha avuto un alterco il giorno prima, lo attende nei bagni della scuola e lì gli spara a sangue freddo uccidendolo. Derek corre sul posto e abbraccia il corpo ormai esanime del fratello disperandosi in quanto consapevole che la morte del fratello è anche in parte responsabilità sua per il fatto che il fratello fino a quel momento aveva seguito le sue orme.

## Produzione
La sceneggiatura venne scritta da David McKenna e venne influenzata dai ricordi della sua infanzia, durante la quale fu spesso spettatore di episodi di violenza. In un'intervista affermò che il suo obiettivo era quello di rappresentare le sottoculture naziskin e in generale promulgatrici di odio, dimostrando come la violenza e il razzismo non siano fattori innati, ma elementi che influiscono sull'individuo attraverso l'ambiente e la società in cui vivono, e che il primo luogo in cui l'odio si manifesta è la famiglia. Per sottolineare la premessa del suo obiettivo ed essere il più realistico e imparziale possibile, McKenna frequentò e intervistò a lungo persone dell'ambiente skinhead durante la stesura della sceneggiatura. All'età di 26 anni McKenna vendette i diritti della sceneggiatura, intitolata American History X alla New Line Cinema.
La casa di produzione, colpita dalla crudezza e dal realismo della storia, inizialmente tentò di ingaggiare Dennis Hopper alla regia, ma quest'ultimo rifiutò e venne scelto al suo posto l'esordiente Tony Kaye.
Inizialmente per il ruolo del protagonista si pensò a Joaquin Phoenix, ma l'attore rifiutò la parte a causa delle tematiche della sceneggiatura. Dopo un lungo periodo di incertezza sul ruolo del protagonista, Valerie McCaffrey, addetta al cast, fece al regista il nome di Edward Norton. Kaye inizialmente rifiutò la proposta non ritenendolo ideale per il ruolo di protagonista, ma successivamente accettò l'idea. A sua volta Edward Norton in un primo momento non volle prendere parte al film, sia per il tema trattato sia per la malattia della madre, che la portò alla morte 10 giorni prima dell'inizio delle riprese per un tumore al cervello. Per lo stesso motivo Norton rifiutò quello stesso anno di recitare nella pellicola Salvate il soldato Ryan di Steven Spielberg nel ruolo di James Ryan (assegnato poi a Matt Damon) e anche nell'altro film bellico La sottile linea rossa di Terrence Malick nella parte del soldato Witt (assegnato poi a Jim Caviezel). Accettò poi di prendere parte al film di Tony Kaye nonostante si sentisse poco adeguato al ruolo. Per girare il film Norton dovette accumulare 14 chili di massa muscolare e il suo coinvolgimento nel progetto divenne tale che accettò anche di dimezzarsi il pagamento per il suo ruolo.
Il personaggio di Derek Vinyard è ispirato a Frank Meeink, ex leader di una gang neonazista che cambiò vita dopo aver scontato una condanna in prigione per l'uccisione di un uomo, divenendo successivamente un attivista antirazzista. Il personaggio di Cameron Alexander invece è ispirato alle figure di Tom Metzger, leader del gruppo neofascista White Aryan Resistance (WAR) e di William Luther Pierce, fondatore del gruppo suprematista bianco giovanile National Alliance; per il ruolo venne inizialmente coinvolto Marlon Brando.
Il montaggio originale del film, ultimato agli inizi del 1997, corrispondeva a 96 minuti. Nonostante le riprese fossero rientrate nei costi del budget e nei tempi predisposti,  la New Line Cinema non fu contenta del risultato e obbligò il regista ad operare diversi tagli e ad un montaggio diverso, per rendere il film più adatto a tutti. Nonostante le lamentele di Kaye, la casa di produzione non volle approvare la versione del regista e così venne incaricato Edward Norton stesso di occuparsi della versione finale. Una seconda edizione venne presentata agli studios, con i cambiamenti effettuati da Norton cambiando il finale originale e rimuovendo circa venti minuti di scene, tra cui alcuni dialoghi in famiglia e alcuni discorsi di odio del personaggio di Edward. Il regista protestò contro i tagli di Norton e gli studios concessero altre otto settimane per presentare una nuova versione del film. In questo lasso di tempo Kaye presentò diverse istanze contro le scelte della New Line Cinema, i cambi alla sceneggiatura e i tagli di Norton alla pellicola. Terminate le otto settimane e non essendo riusciti ad ottenere un accordo sulla versione definitiva, gli studios decisero di pubblicare ufficialmente il film nella versione di Norton in previsione di una proiezione al Toronto International Film Festival nel luglio 1998. Kaye si oppose ulteriormente, chiedendo almeno che il suo nome venisse rimosso dai credits e sostituito con quello di "Humpty Dumpty", ma gli studios rifiutarono. Da questo momento il regista intentò numerose cause per pubblicare la sua versione del film e togliere il suo nome dai credits, accusando inoltre gli studios e Norton di aver aggiunto 24 minuti girati ex novo contro la sua volontà e non previsti dalla sceneggiatura. A causa delle proteste di Kaye contro l'arbitrarietà degli studios, il regista venne progressivamente emarginato dal mondo hollywoodiano e non realizzò più alcun progetto fino a Lake of Fire, controverso documentario sull'aborto negli Stati Uniti girato nel 2006. Lo stesso regista realizzò il documentario Humpy Dumpty, in cui viene raccontato il travagliato processo realizzativo di American History X ma a tutt'oggi per motivi legali con la New Line Cinema non è stato ancora pubblicato, così come la versione originale del film in questione.

## Accoglienza
Il film è uscito negli Usa il 30 ottobre 1998. Gli incassi totali sono stati di circa 23 milioni di dollari su un budget di 20.
Il film è al 41º posto nella classifica dei migliori 250 film di Internet Movie Database.

## Riconoscimenti
- 1999 - Premio Oscar
  - Nomination Miglior attore protagonista a Edward Norton
- 1999 - Saturn Award
  - Nomination Miglior attore protagonista a Edward Norton
- 1998 - Chicago Film Critics Association Award
  - Nomination Miglior attore protagonista a Edward Norton
- 1998 - Satellite Award
  - Miglior attore in un film drammatico a Edward Norton
  - Nomination Miglior attrice non protagonista in un film drammatico a Beverly D'Angelo
  - Nomination Migliore sceneggiatura originale a David McKenna
- 1999 - Southeastern Film Critics Association Award
  - Miglior attore protagonista a Edward Norton
- 1999 - Chlotrudis Awards
  - Nomination Miglior attore protagonista a Edward Norton
- 1999 - Golden Reel Award
  - Nomination Miglior montaggio sonoro in un film domestico o straniero
- 1999 - Online Film Critics Society Awards
  - Nomination Miglior attore protagonista a Edward Norton
- 1999 - Political Film Society
  - Nomination Premio per la pace
- 1999 - Taormina Film Festival
  - Miglior attore protagonista a Edward Norton
- 1999 - Young Artist Awards
  - Nomination Miglior attore giovane non protagonista a Edward Furlong